# Jean Redon
Pour les articles homonymes, voir Redon (homonymie).
Œuvres principales
- Les Yeux sans visage

Jean Redon est un écrivain, scénariste et dialoguiste français, essentiellement connu pour son unique roman Les Yeux sans visage, paru en 1959 dans la collection Angoisse des éditions Fleuve noir.

## Biographie
Jean Redon est d'abord journaliste puis directeur de communication de Warner Bros. France.

### Auteur desYeux sans visage?
La présentation très élogieuse de son roman en quatrième de couverture par Frédéric Dard, et le fait que ce soit l'unique œuvre écrite par Jean Redon, ont fait dire à certains spécialistes de Dard que le livre avait été écrit par Dard lui-même. De fait, Dard a utilisé de très nombreux pseudonymes, mais le doute subsiste encore de nos jours.

### Famille
Il est le père de Michel Redon, réalisateur de films courts.

## Adaptations de son roman
Les Yeux sans visage a été adapté au cinéma par Georges Franju en 1960.
Une adaptation en bande dessinée, très fidèle au roman et non au film, a été publiée par les éditions Artima dans la collection « Comics pocket » de la revue Hallucinations, dont les dessins non signés sont attribués au dessinateur espagnol José Grau Hernandez (1914-1998).

## Filmographie
- 1952 : Un chien qui broie du noir
- 1956 : Fernand cow-boy (scénario, adaptation)
- 1956 : Action immédiate
- 1957 : Comme un cheveu sur la soupe (scénario, dialogue)
- 1958 : Le Dos au mur d'Édouard Molinaro (scénario, dialogue)
- 1959 : Le fauve est lâché (scénario, dialogue)
- 1960 : Les Yeux sans visage (adaptation)
- 1962 : Conduite à gauche